# Exèrcit de Salvació
L'Exèrcit de Salvació és una església cristiana protestant i una organització benèfica internacional amb seu a Londres, fundada el 1865 per William Booth (1829-1912), pastor metodista. Està alineat amb el moviment Wesleyan-Holiness. Es considera que l'exèrcit de salvació forma part del conjunt de l'Església Cristiana Universal. L'organització informa d'una afiliació mundial de més d'1,7 milions, format per soldats, oficials i adherents que es coneixen col·lectivament com a salvacionistes. Els seus fundadors van intentar portar la salvació als pobres, indigents i famolencs satisfent les seves "necessitats físiques i espirituals". Està present a 133 països, gestiona botigues de caritat, opera refugis per als sense sostre, i alleujament en cas de desastres i ajuda humanitària als països en desenvolupament.
La teologia de l'Exèrcit de Salvació deriva del metodisme, encara que difereix en institució i pràctica; un exemple és que l'Exèrcit de Salvació no observa els sagraments. Igual que amb altres denominacions de la tradició metodista de Santedat, l'Exèrcit de Salvació posa èmfasi en el Nou Naixement (primera obra de gràcia) i santificació sencera (segona obra de gràcia). Una característica distintiva de l'Exèrcit de Salvació és el seu ús de títols derivats de graus militars, com ara "tinent" o "major". La doctrina de l'Exèrcit està alineada amb la wesleyana-arminiana, particularment el Moviment de la Santedat. Els propòsits de l'Exèrcit són "l'avenç de la religió cristiana... de l'educació, l'alleujament de la pobresa i altres objectes benèfics beneficiosos per a la societat o la comunitat de la humanitat en conjunt".
L'Exèrcit de Salvació va ser fundat el 1865 com la "Missió Cristiana de l'Est de Londres" a Londres pel predicador metodista William Booth i la seva dona Catherine Booth. Pot remuntar els seus orígens a la taverna The Blind Beggar. El 1878, Booth va reorganitzar la missió, convertint-se en el seu primer general i introduint l'estructura militar, que ha conservat per tradició. La màxima prioritat de l'Exèrcit de Salvació són els seus principis cristians. A partir de 2023, el líder internacional i director general (CEO) de l'Exèrcit de Salvació és el general Lyndon Buckingham.
L'Exèrcit de Salvació és el proveïdor no governamental més gran de serveis socials dels Estats Units i un dels més grans del món, amb despeses que inclouen costos operatius de 3.600 milions de dòlars EUA el 2022, ajudant més més de 32 milions de persones només als EUA. A més de finançar centres d'alimentació, refugis per a persones sense llar, centres de rehabilitació, centres comunitaris i socors en cas de desastre, l'organització també estableix campament de refugiats, especialment entre les persones desplaçades a Àfrica. Al Regne Unit, l'Exèrcit de Salvació ja no és el major proveïdor no governamental de serveis socials; no obstant això, encara ofereix un servei important a les persones que ho necessiten. L'Exèrcit de Salvació és la quarta organització benèfica més gran dels Estats Units, amb donacions privades de més de 2.000 milions de dòlars EUA el 2022. És membre de molts grups nacionals interconfesionals, inclosa l'organització nord-americana Christian Churches Together.

## Ministres
L'Exèrcit de Salvació es refereix als seus ministres com a "oficials". Quan actuen en les seves capacitats oficials, sovint es poden reconèixer per les xarreteres codificades per colors a les seves camises de vestir d'uniforme blanc. Les maletes tenen la lletra "S" brodada en blanc. Els rangs d'oficials inclouen el tinent, el capità, el comandant, el tinent coronel, el coronel, el comissari i el general. L'ascens de tinent a major depèn principalment dels anys de servei.
Els oficials reben ordres de marxa per canviar de ministeris dins de l'Exèrcit de Salvació. Normalment, els oficials reben noves ordres de marxa cada dos o cinc anys i es reassignen a diferents llocs, de vegades desplaçant-se grans distàncies.
L'Exèrcit de Salvació permet l'ordenació de dones. Abans, els oficials de l'Exèrcit de Salvació només tenien permís per casar-se amb altres oficials (aquesta regla variava en diferents països); però aquesta norma s'ha relaxat en els darrers anys. Els marits i les dones solen compartir el mateix rang i tenen tasques iguals o similars. Aquestes parelles d'oficials s'assignen junts per actuar com a co-pastors i per administrar cossos, centres de rehabilitació d'adults, etc.

## Instal·lacions

### Esglésies
L'Exèrcit té esglésies a tot el món, conegudes com a Cos de l'Exèrcit de Salvació. Aquests serveixen com a esglésies i centres comunitaris. Tradicionalment, molts edificis del cos també s'anomenen temples o ciutadelles.

### Botigues de segona mà i botigues de caritat

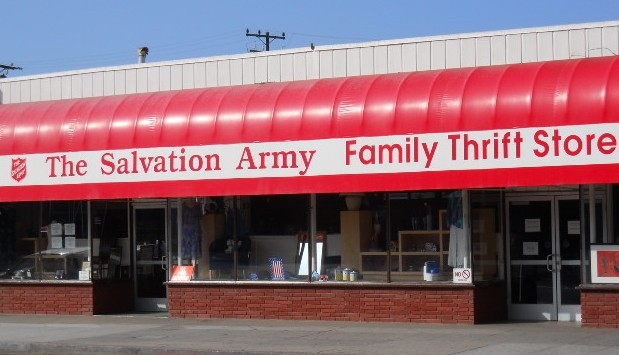
Botiga de segona mà de l'Exèrcit de Salvació, Santa Monica, Califòrnia

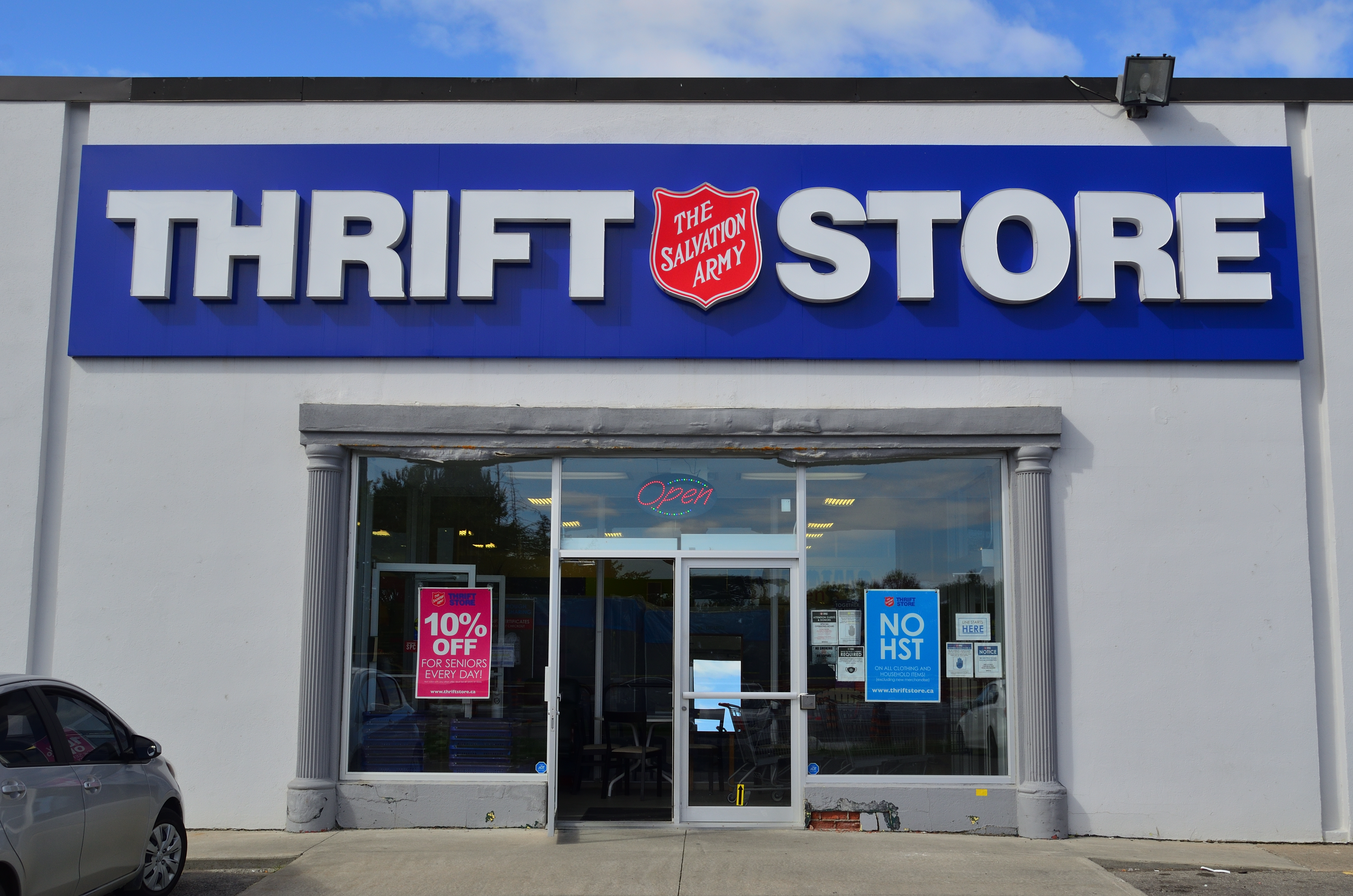
Botiga de segona mà de l'Exèrcit de Salvació, Richmond Hill, ON

L'Exèrcit de Salvació és conegut per la seva xarxa de botigues de segona mà o botigues benèfiques; col·loquialment es coneix com "la Sally Ann" al Canadà i als Estats Units, "Salvos Stores" a Austràlia i "Sally's" a New. Zelanda, que recapta diners per als seus programes de rehabilitació venent articles usats donats com ara roba, articles per a la llar i joguines. La roba recollida per les botigues de l'Exèrcit de Salvació que no es ven al lloc es ven sovint a l'engròs al mercat global de roba de segona mà.
Les botigues de recaptació de fons de l'Exèrcit de Salvació al Regne Unit van participar en el Work Programme del govern del Regne Unit, un programa workfare en què els sol·licitants de les prestacions havien de treballar sense cap compensació durant 20 a 40 hores per setmana durant períodes de fins a sis mesos.
Quan la gent compra articles a les botigues de segona mà de l'Exèrcit de Salvació, part dels ingressos es destinaran als esforços i programes d'ajuda d'emergència de l'Exèrcit de Salvació. Els articles tèxtils que no es venen es reciclen i es converteixen en altres articles com ara catifes. L'Exèrcit de Salvació també ajuda els seus empleats contractant exdelinqüents, segons les circumstàncies, perquè creuen en donar a la gent segones oportunitats.

### Centres de Rehabilitació d'Adults
Algunes ubicacions de l'Exèrcit de Salvació estan associades a un Centre de Rehabilitació d'Adults (ARC) en què homes i dones es comprometen a la rehabilitació de sis mesos per viure i treballar a la residència de l'ARC. No es paguen, però tenen allotjament i menjar. Molts ARC són només per a homes. El programa és principalment per combatre l'addicció. Els residents treballen al magatzem, botiga o residència. Això s'anomena "teràpia de treball". Assisteixen a classes, programa de dotze passos i serveis de capella com a part de la seva rehabilitació. L'Exèrcit anuncia aquests programes als seus camions de recollida amb el lema "Fer el millor". Normalment, un ARC s'associa amb una botiga i magatzem principal. Les donacions es consoliden d'altres botigues i llocs de donació, es classifiquen i es fixen un preu, i després es distribueixen de nou a les botigues sucursals. Els articles donats de baixa qualitat es venen al moll del magatzem en una "venda de moll".

### Hadleigh Farm Colony
Les terres de conreu a Hadleigh a Essex comptaven amb horts i dos camps de maons. S'esmentava a l'informe de la Reial Comissió de 1909, que va ser nomenat per considerar les Lleis de Pobres. L'any 1912 havien passat per les seves portes 7.000 aprenents i més del 60% van trobar feina posteriorment.

## Altres

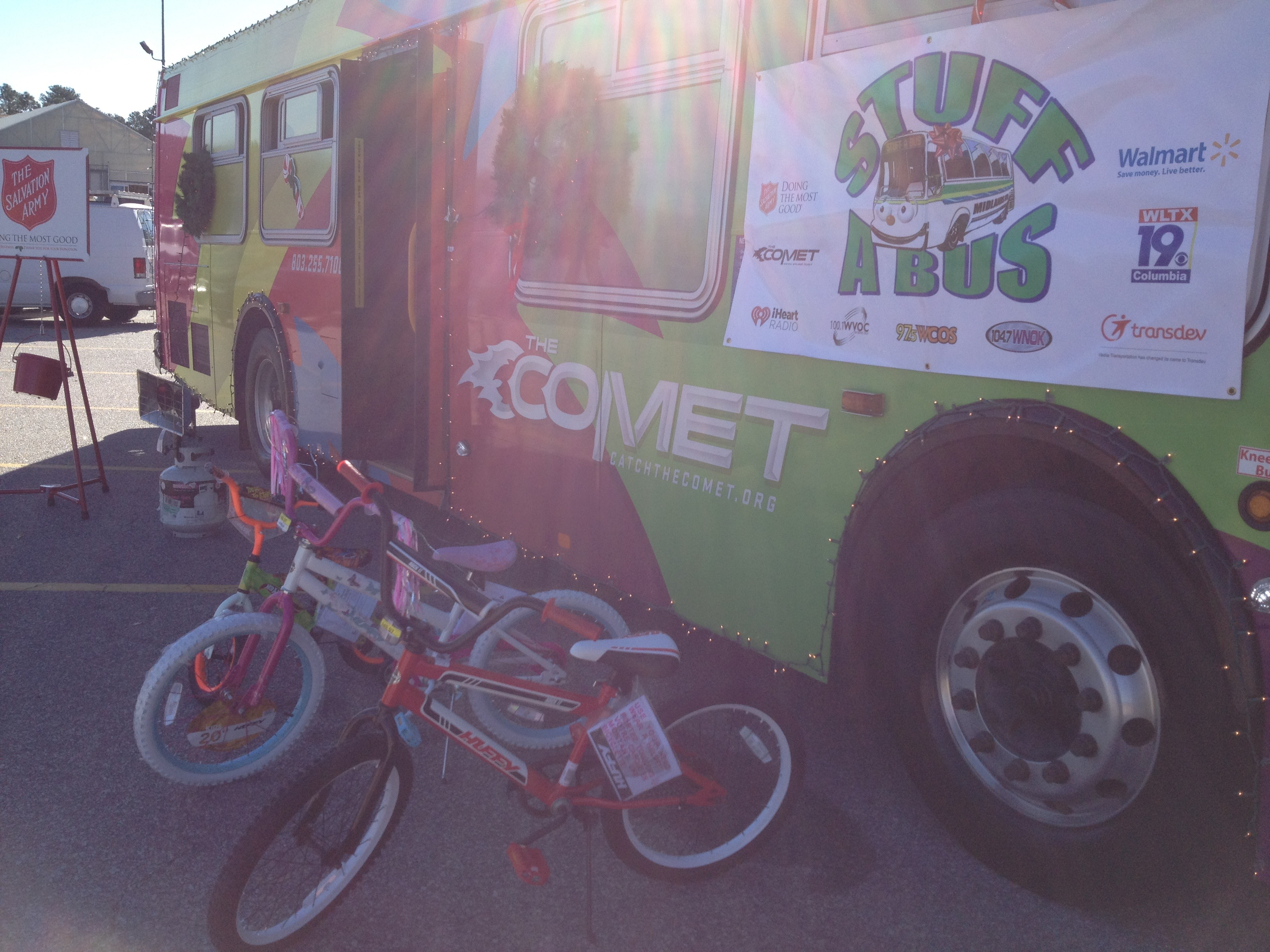
Col·lecció de joguines "Stuff-a-Bus" per Nadal

L'Exèrcit de Salvació opera campaments d'estiu per a nens i centres d'atenció diürna per a adults. Té oficines centrals a nivell internacional, nacional i per a cada territori i divisió. Algunes de les seves altres instal·lacions inclouen:
- Albergs sense llar
- Programes residencials de dependència d'addiccions
- Llars d'infants
- Residències per a gent gran
- Llars de mare i nadó
- Centres de refugi de dones i homes
- Hospitals generals
- Escoles
- Maternitats
- Programes extraescolars
- Rebosts d'aliments
- Estacions d'escalfament nocturn
- Estacions de refrigeració

## Creences
La declaració oficial de la missió diu:
L'Exèrcit de Salvació, un moviment internacional, és una part evangèlica de l'església cristiana universal. El seu missatge es basa en la Bíblia. El seu ministeri està motivat per l'amor de Déu. La seva missió és proclamar l'Evangeli de Jesucrist i per alleujar, en nom seu, sense discriminació, la misèria humana.
| «                               | Mentre les dones ploren, lluitaré En la mesura que els nens tenen gana i fred, lluitaré, Mentre hi hagi un alcohòlic, lluitaré, Mentre hi hagi al carrer nena que ven, lluitaré, Mentre hi hagi homes a la presó sense llicència per a tornar, lluitaré, Mentre hi hagi un ésser humà privat de la llum de Déu, lluitaré, Jo lluitaré, lluitaré. | » |
| — William Booth, 9 de maig 1912 | |   |

### Aliança del soldat
L'aliança del soldat és el credo de l'Exèrcit de Salvació. Tots els membres de l'església poden subscriure's a aquest credo; cada persona ha de signar el document abans de poder matricular-se com a Soldat. Tradicionalment s'ha denominat als membres "soldats" de Crist. Antigament es coneixien com a "Articles de guerra", i inclouen "Haver rebut amb tot el meu cor la salvació que m'ofereix la tendra misericòrdia de Déu, reconec aquí i ara Déu Pare com a Rei; Déu Fill, Jesucrist nostre Senyor, perquè sigui el meu Salvador; i Déu l'Esperit Sant sigui el meu guia, consolador i fortalesa, i jo, amb la seva ajuda, estimaré, serviré, adoraré i obeiré aquest Déu gloriós a través del temps i en l'eternitat.

### Declaracions de posició
Declaracions de posició descriu la política de l'Exèrcit de Salvació sobre diverses qüestions socials i morals. Són acuradament considerats per la Seu Internacional de l'Exèrcit de Salvació. Es deriven del treball del Consell Internacional de Assumptes Morals i Socials. L'Exèrcit de Salvació s'oposa a l'eutanàsia i al suïcidi assistit. La seva posició oficial sobre l'avortament és que "L'Exèrcit de Salvació creu en la santedat de tota la vida humana i considera que cada persona té un valor infinit i que cada vida és un do de Déu que cal estimar, nodrir i redimir. La vida humana és sagrada perquè és fet a imatge de Déu i té un destí etern (Gènesi 1:27). La posició oficial de l'Exèrcit de Salvació va admetre l'any 2010 excepcions en casos com la violació i l'incest: "A més, la violació i l'incest són actes brutals de domini que violen les dones física i emocionalment. Aquesta situació representa un cas especial per a la consideració de la terminació ja que la violació pot ser agreujat per la continuació de l'embaràs." També està en contra de la pena de mort: "L'Exèrcit de Salvació reconeix que les opinions dels salvacionistes estan dividides sobre l'acceptabilitat moral de la pena capital i la seva eficàcia com a element dissuasiu. No obstant això, advocar en qualsevol manera que la continuïtat o la restauració de la pena capital a qualsevol part del món seria incompatible amb els propòsits de l'Exèrcit i contrària a la creença de l'Exèrcit que tota la vida humana és sagrada i que cada ésser humà, per desgraciat que sigui, pot esdevenir una nova persona en Crist. "
El 2012, l'Exèrcit de Salvació dels territoris australians va publicar una "Declaració de posició sobre l'homosexualitat" després de rebre publicitat adversa sobre la seva posició sobre l'homosexualitat.
| « | La Bíblia ensenya que la intenció de Déu per a la humanitat és que la societat s'hagi d'ordenar sobre la base d'unions heterosexuals legalment sancionades per tota la vida... Una disposició cap a l'homosexualitat no és en si mateixa culpable ni es considera que aquesta disposició es pugui rectificar a voluntat. .... Tanmateix, la pràctica homosexual és, a la llum de les Escriptures, clarament inacceptable. Aquesta activitat és un comportament escollit i, per tant, és una qüestió de voluntat. Per tant, es pot dirigir o frenar de la mateixa manera que es controlen els impulsos heterosexuals. La pràctica homosexual farà que qualsevol persona no sigui elegible per ser membre de ple dret (soldat) a l'exèrcit. | » |

El 8 de desembre de 2017, l'Exèrcit de Salvació va publicar una Declaració de Posició Internacional sobre el racisme que diu que el racisme és "fonamentalment incompatible amb la convicció cristiana que totes les persones estan fetes a imatge de Déu i són iguals en valor. L'Exèrcit de Salvació creu que el món està enriquit per una diversitat de cultures i ètnies."

## Història

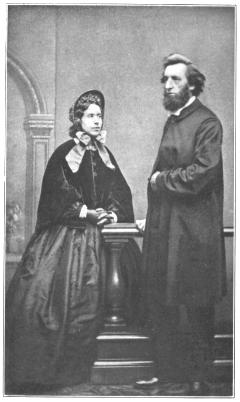
Els fundadors de l'Exèrcit de Salvació, Catherine Booth i William Booth

L'Exèrcit de Salvació va ser fundat a l'East End de Londres l'any 1865 pel ministre de l'Església de Reforma Metodista William Booth i la seva dona Catherine Booth com a Orient. London Christian Mission, i aquest nom es va utilitzar fins a 1878. El nom "The Salvation Army" es va desenvolupar a partir d'un incident el 19 i 20 de maig 1878. William Booth estava dictant una carta al seu secretari George Scott Railton i deia: "Som un exèrcit de voluntaris". Bramwell Booth va sentir el seu pare i va dir: "Voluntari! No sóc voluntari, sóc un habitual!" A Railton se li va ordenar que ratllara la paraula "voluntari" i substituir la paraula "salvació". L'Exèrcit de Salvació es va inspirar a l'exèrcit, amb la seva pròpia bandera (o colors) i la seva pròpia himnes, sovint amb paraules ambientades amb melodies populars i folklòriques cantades als pubs. Booth i els altres soldats de l'"Exèrcit de Déu" portarien l'uniforme propi de l'exèrcit per a les reunions i el treball del ministeri. Es va convertir en el "General" i els seus altres ministres van rebre els rangs adequats com a "oficials". Altres membres es van convertir en "soldats".
Quan William Booth va ser conegut com el General, Catherine era coneguda com la "Mare de l'Exèrcit de Salvació". William va ser motivat per convertir els londinencs pobres com les prostitutes, els jugadors i els alcohòlics al cristianisme, mentre Catherine parlava amb persones més riques, obtenint suport econòmic per a la seva feina. També va actuar com a ministra religiosa, cosa inusual en aquell moment. L'Escriptura fundacional de la Missió Cristiana afirma que les dones tenien els mateixos drets a predicar que els homes. William Booth va descriure l'enfocament de l'organització: "Les tres 'S' expressaven millor la manera en què l'Exèrcit administrava als 'baixats': primer, sopa; segon, sabó; i finalment, salvació".
El 1880, l'Exèrcit de Salvació va començar a treballar a tres països més: Austràlia, Irlanda i els Estats Units. Els salvacionistes van marxar cap als Estats Units el 1880. George Scott Railton i el seu equip van començar a treballar al Harry Hill's Variety Theatre el 14 de març de 1880. El primer convers notable va ser Ashbarrel Jimmie, que va tenir tantes condemnes per embriaguesa que el jutge el va condemnar a assistir al Salvation. Army. El cos a Nova York es va fundar com a resultat de la rehabilitació de Jimmys. No sempre va ser un Oficial de l'Exèrcit de Salvació qui va iniciar l'Exèrcit de Salvació en un país nou; de vegades, els salvacionistes van emigrar als països i van començar a operar com "l'Exèrcit de Salvació" per la seva pròpia autoritat. Quan els primers oficials oficials van arribar a Austràlia i als Estats Units, es van trobar grups de salvacionistes que ja els esperaven i van començar a treballar entre ells. El treball social organitzat de l'exèrcit va començar a Austràlia el 8 de desembre de 1883 amb l'establiment d'una llar per a antics convictes.
El 1891, William Booth va establir una colònia agrícola a Hadleigh, Essex, que va permetre a la gent escapar dels barris marginals de l'East End de Londres. Una granja en ple funcionament amb les seves pròpies hortes, horts i producció de llet, proporcionava formació en oficis bàsics de construcció i feines domèstiques.
Els principals conversos de l'Exèrcit de Salvació eren en un principi alcohòlics, addictes a la morfina, prostitutes i altres "indesitjables" no benvinguts a la societat cristiana educada, cosa que va ajudar a impulsar els Booths a crear la seva pròpia església. Les Casetes no incloïen l'ús de sagraments (principalment baptisme i Sagrada Comunió) en la forma de culte de l'Exèrcit, creient que molts cristians havien vingut confiar en els signes exteriors de la gràcia espiritual més que en la gràcia mateixa. Altres creences són que els membres s'han d'abstenir completament de beure alcohol(No es practica la Sagrada Comunió), fumar, consumir drogues il·legals i jugar. Els seus soldats porten un uniforme fet a mida del país on treballen; l'uniforme pot ser blanc, gris, blau marí o cervatillo i fins i tot s'estilen com un sari en algunes zones. Qualsevol membre del públic pot assistir a les seves reunions.

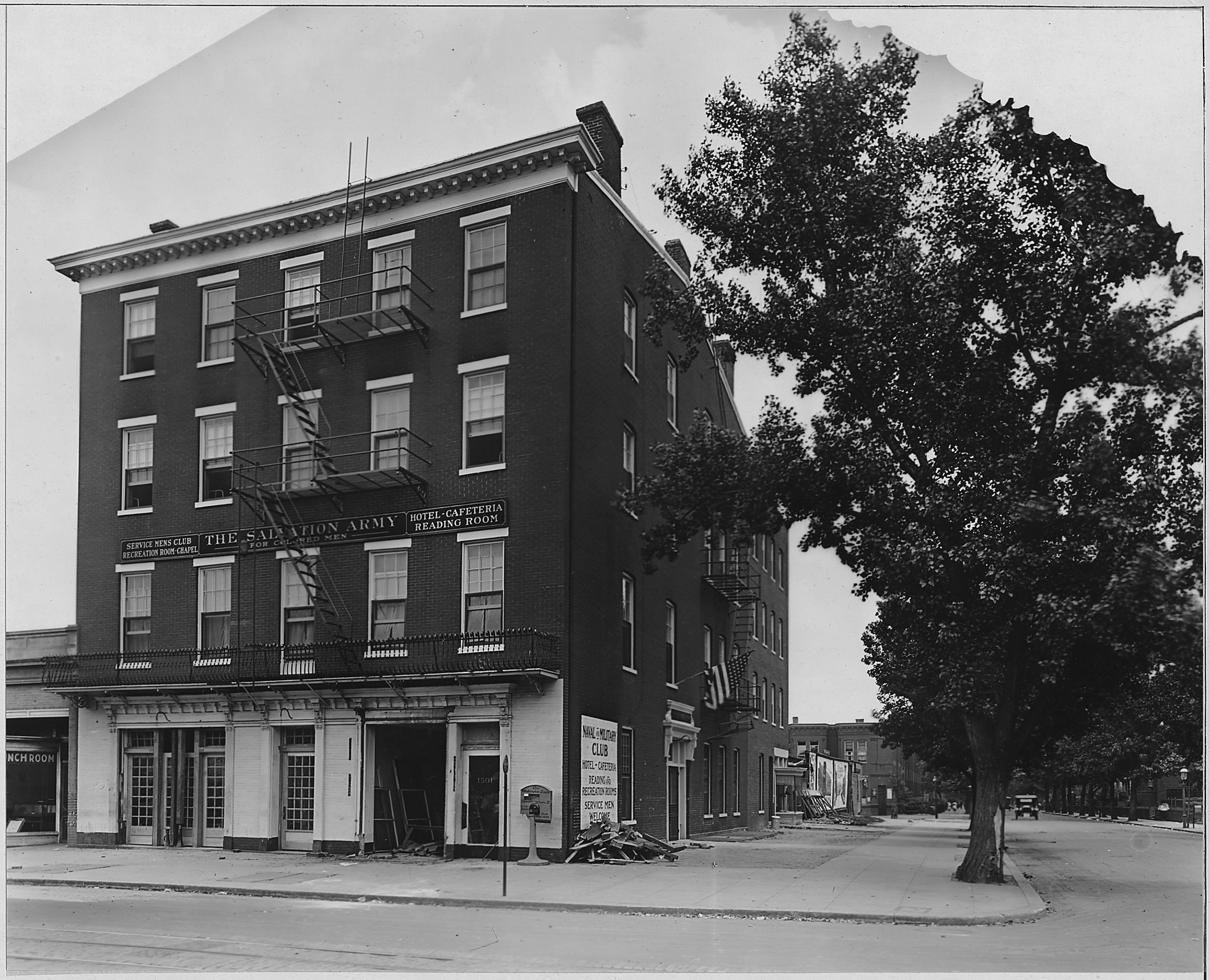
Hotel i cafeteria per a homes de color operat per The Salvation Army, Washington, D.C. cap a 1917

A mesura que l'Exèrcit de Salvació va créixer ràpidament a finals del segle XIX, va generar oposició a Anglaterra. Els opositors, agrupats sota el nom de l'Skeleton Army(Exèrcit d'esquelets), van interrompre les reunions i les reunions de l'Exèrcit de Salvació amb tàctiques com llançar pedres, ossos, rates i quitrà, així com assalts físics contra membres de l'Exèrcit de Salvació. Gran part d'això va ser liderat pels propietaris de pubs que estaven perdent negocis a causa de l'oposició de l'Exèrcit a l'alcohol i el seu objectiu contra els que frequenten els salons i les cases públiques.
El 1882, l'Exèrcit de Salvació es va establir a Àsia amb el primer lloc avançat a l'Índia. L'exèrcit també va establir llocs avançats a Austràlia el 1879, el Japó el 1895 i la Xina el 1915.
La reputació de l'Exèrcit de Salvació als Estats Units va millorar com a resultat dels seus esforços de socors després de l'huracà Galveston de 1900 i el Terratrèmol de San Francisco de 1906.
Avui, només als Estats Units, més de 25.000 campaners voluntaris amb tetera vermella estan estacionats a prop de botigues al detall durant les setmanes anteriors al Nadal per recaptar fons. L'església continua sent una presència molt visible i de vegades controvertida en moltes parts. del món.
L'Exèrcit de Salvació va ser una de les sis organitzacions originals que formaven les USO, juntament amb la YMCA, YWCA, National Catholic Community Services, National Jewish Welfare Board i National Travelers Aid Association.
La Setmana de l'Exèrcit de Salvació Nacional va ser creada pel President Dwight D. Eisenhower el 24 de novembre de 1954, animant la gent a honrar l'Exèrcit de Salvació pel seu treball als Estats Units durant els darrers setanta-cinc anys.

### Història del Dia del Donut
El 1917, més de 250 voluntaris de l'Exèrcit de Salvació van anar als camps de soldats a França durant la Primera Guerra Mundial per proporcionar subministraments i productes de forn, inclosos bunyols, als soldats. Les dones que servien bunyols a les tropes les fregien amb cascos de soldats. Eren conegudes com "Donuts Donuts" i se'ls atribueix la popularització dels donuts als Estats Units. El National Donut Day ara se celebra als Estats Units el primer divendres de juny de cada any, una tradició que va començar a Chicago el 1938, per honrar els que van servir bunyols als soldats durant la Primera Guerra Mundial.

### Marina de Salvació
El 1911, l'arquitecte de la ciutat de Nova York Bradford Gilbert va donar un iot, The Jerry McAuley, a l'Exèrcit de Salvació. Jerry McAuley va ser un criminal reformat que va fundar la missió McAuley Water Street (ara la New York City Rescue Mission) al Baix Manhattan; també va ser el primer marit de la senyora Gilbert. Aquest vaixell de motor de 35 peus amb dues cabines va ser el primer vaixell de la Salvation Navy a Amèrica; ja n'hi havia dos o tres a Escandinàvia. El seu propòsit és "fer creuer per la costa atlàntica, al nord a l'estiu i al sud a l'hivern, fent feina missionera entre els mariners dels ports." Hi havia una tripulació de sis persones; el capità era l'evangelista Major Nils Erikson.

### Salvaguarda del treball
La implicació de l'Exèrcit de Salvació en el treball per combatre l'esclavitud i el tràfic d'éssers humans es remunta a William Booth que va publicar una carta a El crit de guerra el 1885. El mateix any va arribar un fugitiu d'una casa de prostitució a la porta de la seu de l'Exèrcit de Salvació i va demanar ajuda a Bramwell Booth.
Un dels primers precursors de la implicació de l'Exèrcit de Salvació en el treball de salvaguarda va ser Catherine Booth escrivint a la Reina Victòria sobre un projecte de llei del Parlament per a la protecció de les nenes. La legislació de salvaguarda es va reforçar amb una nova llei del Parlament, la "Llei general pública, una llei per establir més disposicions per a la protecció de les dones i les nenes, la supressió dels prostíbuls i altres propòsits (també coneguts). com la Criminal Law Amendment Act 1885)", que va rebre l'autorització reial el 14 d'agost de 1885 L'Exèrcit de Salvació va participar en l'aprovació d'aquesta llei. El seu treball incloïa una petició (número de 340.000 signatures, dipositades al terra de la Cambra dels Comuns per vuit salvacionistes uniformats), reunions massives i una investigació sobre la prostitució infantil. W.T. Stead de The Pall Mall Gazette va llançar una campanya el 1885 escrivint articles sobre The Maiden Tribute of Modern Babylon per exposar l'abast de la prostitució infantil,:84 que va implicar procurar una noia, Eliza, per 5 lliures. Va ser atesa per l'Exèrcit, portada a França i, posteriorment, va declarar com a testimoni clau en el judici de Stead i Rebecca Jarrett (la prostituta que havia organitzat la "venda" d'Eliza) a Bow Street. Tots dos van ser condemnats a sis mesos de presó.
El recentment fundat Exèrcit de Salvació al Japó també es va trobar amb la prostitució infantil, derivada d'un sistema de esclavitud per deutes. Una ordenança imperial (escrita en japonès clàssic que pocs podien entendre) declarava el dret a la llibertat de les noies; el pioner salvacionista Gunpei Yamamuro ho va reescriure en un discurs col·loquial.:86 La seva dona Kiye es va fer càrrec d'una casa de noies per oferir allotjament a qualsevol noia que volgués abandonar la prostitució. Una ordenança imperial aprovada el 2 d'octubre de 1900 deia que qualsevol dona que volgués abandonar la prostitució només havia d'anar a la comissaria de policia més propera i preguntar.